# Fernand Robert
Pour les articles homonymes, voir Robert (patronyme).
Fernand Robert, né le 20 mars 1908 dans le 15e arrondissement de Paris et mort le 25 juillet 1992 à Saint-Germain-en-Laye, est un historien et helléniste français.

## Biographie
Fernand Robert est né le 20 mars 1908 dans le 15e arrondissement de Paris, d'un père professeur d'éducation musicale. 

### Carrière
Après une scolarité au lycée Henri-IV, il est élève du philosophe Alain en khâgne puis entre à l'École normale supérieure en 1927 et obtient l'agrégation de lettres en 1931. Membre de l'École française d'Athènes de 1932 à 1935, il y étudie les sites de Délos, Épidaure et Oropos,.
Il est ensuite professeur en lycée à Auch, puis maître de conférences à la faculté de lettres de Rennes en 1936. Mobilisé comme officier en 1940, il est capturé en juin 1940 et prisonnier de guerre en Allemagne jusqu'à sa libération pour raison de santé en août 1943,.
Revenu à la faculté de lettres de Rennes, il y devient professeur des universités. En 1954, il est élu professeur à la Sorbonne et y reste jusqu'à sa retraite en 1978. Il préside l'association des études grecques pendant l'année 1967 puis l'association Guillaume-Budé de 1975 à 1980,.
Fernand Robert meurt le 25 juillet 1992 à Saint-Germain-en-Laye.

### Travaux
Fernand Robert publie en 1939 sa thèse, intitulée Thymélè, Recherches sur la signification et la destination des monuments circulaires dans l'architecture religieuse de la Grèce, mais ne peut la soutenir avant son retour de captivité. Plus précisément, elle est examinée en son absence le 12 mai 1943 et l'université lui décerne alors le titre de docteur. Après son retour, il obtient d'effectuer une vraie soutenance, qui a lieu le 12 novembre 1943. Elle porte sur plusieurs aspects de la religion et de la tragédie grecques et contient notamment « une théorie reliant l'origine de la tragédie à des rituels funéraires archaïques ».
Dans l'ouvrage sur Homère, élaboré pendant sa captivité et qu'il publie en 1950, Fernand Robert délaisse la question homérique proprement dite pour s'intéresser aux textes. Il dépeint le merveilleux, les dieux et les personnages homériques et situe la rédaction de l'Iliade et de l'Odyssée au VIIIe siècle av. J.-C..
Fernand Robert est à l'origine du renouveau des études hippocratiques en France. Il consacre à Hippocrate un séminaire à la Sorbonne où se forment beaucoup d'hellénistes, publie une vingtaine d'articles autour de la figure d'Hippocrate et relance l'édition de ses œuvres.

### Prises de positions
Au début des années 1950, Fernand Robert s'oppose à la naissance de l'agrégation de lettres modernes, qu'il voit comme une création corporatiste favorable aux instituteurs et anciens professeurs du primaire supérieur,.
En 1970, en réaction à la crise de mai 1968, il publie un livre intitulé Un mandarin prend la parole, « méditation lucide d'un universitaire blessé », où, à contre-courant, il prône un enseignement exigeant et la sélection des étudiants,,. Bien que classé à gauche, il s'oppose aux réformes pédagogiques de l'enseignement du français de l'après mai 68,.

## Ouvrages
- Épidaure, Paris, Les Belles Lettres, coll. « Le Monde hellénique », 1935, 47 p.[17],[18],[19].
- Thymélè : Recherches sur la signification et la destination des monuments circulaires dans l'architecture religieuse de la Grèce, Paris, de Boccard, coll. « Bibliothèques de l'Ecole française d'Athènes et de Rome / Athènes » (no 147), 1939, 458 p. (lire en ligne)[18],[19].
- La littérature grecque, Paris, Presses universitaires de France, coll. « Que sais-je ? » (no 227) (1re éd. 1946), 128 p.[20],[21],[18],[19].
- L'humanisme : Essai de définition, Paris, Les Belles Lettres, 1946[22],[18],[19].
- Homère, Paris, Presses universitaires de France, 1950, 330 p.[8],[23],[18],[19].
- Trois sanctuaires sur le rivage : Dioscourion, Asclépiéion, Sanctuaire anonyme, Paris, E. de Boccard, coll. « Exploration archéologique de Délos faite par l'École française d'Athènes » (no 20), 1952, 123 p. (lire en ligne)[24],[25],[18],[19].
- Un mandarin prend la parole, Paris, Presses universitaires de France, 1970[13],[14],[18],[19].
- La religion grecque, Paris, Presses universitaires de France, coll. « Que sais-je ? » (no 1969), 1981, 128 p.[18],[19].

## Distinctions
- Commandeur de l'ordre du Phénix[4].
- Mélanges : Simone Follet, Jacques Jouanna et Michel Woronoff (dir.), Dieux, héros et médecins grecs. Hommage à Fernand Robert, Besançon, Presses universitaires de Franche-Comté, coll. « Collection de l'Institut des Sciences et Techniques de l'Antiquité » (no 790), 2001 (lire en ligne).